# Jan Krzysztof (serial telewizyjny)
Jan Krzysztof (Jean-Christophe) – francuski miniserial fabularny z 1978 roku w reżyserii François Villiersa w 9 odcinkach po 52 minuty, według powieści Jan Krzysztof Romaina Rollanda, z Klausem Maria Brandauerem w roli tytułowego fikcyjnego kompozytora.
W Polsce serial emitowany był w niedzielne wieczory przez TVP1 około 1980 roku.